# Christian Hollander
Christian Janszone Hollander (* um 1512 möglicherweise in Dordrecht; † zwischen Januar und Juli 1569 in Innsbruck) war ein franko-flämischer Komponist, Sänger und Kapellmeister der Renaissance.

## Leben und Wirken
Bei der Erforschung von Hollanders Lebenslauf hatten die Musikhistoriker das Problem der Identität hauptsächlich von Christian und Johannes (Jean de) Hollander infolge der Zuschreibung von zwei Motetten durch den Verleger Tielman Susato, in zweiter Linie noch von einem Sebastiaen Hollander, dessen Name wohl von einer Fehlzuschreibung kommt. Johannes Hollander war in seinen sechs Jahren in Brügge von 1538 bis 1541 zweiter Kapellmeister an der Kirche St. Salvator und ging dann an die Kathedrale St. Donatian, verlor die Stellung aber 1544 wegen schlechten Verhaltens. In neueren Zeiten wird er von der Musikwissenschaft eher für den Vater von Christian Hollander gehalten, wenn es überhaupt eine Verbindung zwischen beiden gab. Christians erstes dokumentiertes Erscheinen war seine Ernennung zum Singmeister an der Kirche St. Walburga in Oudenaarde am 1. Juni 1549 als „Christiaen Janszone, gheseyed de Hollandere“. Wegen finanzieller Probleme seines Dienstgebers konnte sein 1557 auslaufender Vertrag nicht verlängert werden, und Christian verließ die Stadt zur Suche einer anderen Anstellung.
Er scheint sich Ende 1557 der Hofkapelle von Kaiser Ferdinand I. in Innsbruck angeschlossen zu haben und machte noch im gleichen Jahr einen Besuch in Florenz; in den kaiserlichen Rechnungsbüchern wird Anfang 1558 ein „preceptor der musica aus dem Niderlandt“ als neu angekommen vermerkt. Sicher als Kapellmitglied dokumentiert ist er dort ab 1559 und ist bis zum Tod von Kaiser Ferdinand 1564 geblieben. Er kehrte Anfang 1565 vorübergehend in die Niederlande zurück und fand noch im gleichen Jahr Aufnahme bei der Kapelle von Erzherzog Ferdinand in Prag, wo er schon eine besondere Reputation als „ain beruembter Musicus und Componist“ genoss. Im Jahr 1568 bekam er die Erlaubnis, mit seiner Ehefrau und seinem Freund Johann Pühler nach Nürnberg zu reisen. Pühler half ihm dort, über 200 Motetten, darunter die Sammlung Newe teutsche geistliche und weltliche Liedlein drucken zu lassen. Noch im gleichen Jahr machte er einen Besuch in München, erkrankte danach aber offenbar schwer und ist wohl in der ersten Jahreshälfte 1569 verstorben. Am 14. Juli 1569 wurde seiner Witwe eine Pension bewilligt. Später erschien sein Name in zwei Gedenkgedichten seines Landsmanns Gerard de Roo, und er wurde in den „Ragionamenti accademici“ von Cosimo Bartoli (1567) als „Christiano Olanda“ aus Antwerpen aufgeführt.

## Bedeutung
Wegen der nicht völlig geklärten Identitäten der Personen mit Namen Hollander ist eine abschließende Würdigung der Kompositionen noch nicht möglich; zudem sind viele Stücke nur mit „Hollander“ oder „Hollandus“ signiert. Insbesondere sind auch die Messen von Christian Hollander noch nicht eingehend untersucht. Bei den in den 1550er Jahren erschienenen Motetten zeigt sich der Komponist als Nachfolger von Jacobus Clemens non Papa und Thomas Crécquillon. Die wichtigsten Charakteristika seiner Werke sind Durchimitation, gelegentliche Verringerung der Stimmenzahl (Ausdünnung) in einem Stück, musikalische Themen, die sich an der Textdeklamation ausrichten, und er bevorzugt eine Wiederholung von kurzen Motiven. Als Musterbeispiel für all diese Eigenschaften kann die Responsoriumsmotette „Dum transisset sabbatum“ angesehen werden. Der Komponist verzichtete weitgehend auf die vor seiner Zeit üblichen Cantus-firmus- und Ostinato-Techniken; hiervon ausgenommen ist seine berühmte Motette „Saulus cum iter faceret“. In den 1568 bei Gardano gedruckten Motetten erscheint insofern bei Hollander ein neuer Entwicklungsschritt, als sich die Imitation mehr auf den Anfang der Motette beschränkt; der Rest kommt in vollstimmigem Kontrapunkt mit spürbarer Betonung von Homophonie, beispielsweise in „Vitam que faciunt“. Eine Vorliebe für doppelchörige Satzweise zeigt sich in den Gelegenheitsmotetten zu Ehren von Ferdinand I., in denen der Text nahezu vollständig syllabisch gebracht wird, beispielsweise in „Austria virtutes aquilas“. Grundsätzlich war Christian Hollander der erste niederländische Komponist mit einem ausgesprochen wichtigen Beitrag zum deutschen Lied und einer der ersten, die das Prinzip doppelchöriger Sätze auf das deutsche Lied übertragen haben. Chansons sind dagegen von ihm nur wenige überliefert.

## Werke
- Messen
  - Missa „Casta novenarum iacet“
  - Missa „Je prens congie“
  - Missa super „Viel freudt“
  - 1 weitere Missa
  - Missa zu vier Stimmen
- Magnificats
  - 7 Magnificats,  davon je 1 Primi bis Septimi toni
  - 2 Magnificats Octavi toni
- Lamentationen
  - „Lamentationes Hieremiae Prophetae“ zu fünf Stimmen
- Motetten (Reihenfolge nach absteigender Stimmenzahl)
  - „Scio quod redemptor“ zu neun Stimmen
  - „Austria virtutes aquilas“ zu acht Stimmen in [Novi atque catholici […] thesauri musici] Liber quintus & ultimus, Venedig 1568
  - „Beati omnes qui timent“ zu acht Stimmen
  - „Casta novenarum jacet aula subacta“ zu acht Stimmen in [Novi atque catholici […] thesauri musici] Liber quintus & ultimus, Venedig 1568
  - „Christus resurgens ex mortuis“ zu acht Stimmen in Novi thesauri musici liber primus, Venedig 1568
  - „Circumdederunt me“ zu acht Stimmen
  - „Dum transisset sabbatum“ zu acht Stimmen
  - „Inter natos mulierum“ zu acht Stimmen
  - „OChristianum O ter quater“ zu acht Stimmen, unvollständig
  - „Respice propitius Domine“ zu acht Stimmen
  - „Vos mea magnanimi“ zu acht Stimmen in [Novi atque catholici […] thesauri musici] Liber quintus & ultimus, Venedig 1568
  - „Audi filia et vide“ zu sieben Stimmen, unvollständig
  - „Auxilium meum a Domino“ zu sechs Stimmen in Novi atque catholici […] liber secundus, Venedig 1568
  - „Da poacem Domine“ zu sechs Stimmen in Novi atque catholici […] liber secundus, Venedig 1568
  - „Exaudiat te Dominus“ zu sechs Stimmen in Thesauri musici […], Nürnberg 1564
  - „Laudem dicite Deo nostro“ zu sechs Stimmen in Sacrorum cantionum […] liber secundus, Antwerpen 1555 / Nürnberg 1558
  - „Musica Dei donum“ zu sechs Stimmen, unvollständig
  - „Nobile virtutem culmen“ zu sechs Stimmen in [Novi atque catholici […] thesauri musici] Liber quintus & ultimus, Venedig 1568
  - „Nolite mirari quia veniet“ zu sechs Stimmen in Novi atque catholici […] liber tertius, Venedig 1568
  - „O Deus aetherae rector“ zu sechs Stimmen, Zuschreibungen an Chr. Hollander, Michael Vogler und Hollandus
  - „O Jacobum virtutibus“ zu sechs Stimmen, unvollständig
  - „Postquam consumati essent“ zu sechs Stimmen in Novi thesauri musici liber primus, Venedig 1568
  - „Quae iubet aeterni“ zu sechs Stimmen
  - „Saulus cum iter facerent“ zu sechs Stimmen in Novi atque catholici […] liber tertius, Venedig 1568
  - „Sic Deus dilexit“ zu sechs Stimmen, Kontrafaktur von „Celle qui m’a tant“
  - „Susanna se videns“ zu sechs Stimmen
  - „Te Deum patrem ingenitum“ zu sechs Stimmen in Novum et insigne opus […], Nürnberg 1558
  - „Tota pulchra es“ zu sechs Stimmen, Kontrafaktur von „Susanna se videns“?
  - „Tres veniunt reges“ zu sechs Stimmen in Novi thesauri musici liber primus, Venedig 1568
  - „Verbum caro factum est“ zu sechs Stimmen in Sacrorum cantionum […] liber primus, Antwerpen 1554
  - „Vitam que faciunt“ zu sechs Stimmen in Novi atque catholici […] liber secundus, Venedig 1568
  - „Agnosce Domine creaturam“ zu fünf Stimmen in Novi atque catholici […] liber secundus, Venedig 1568
  - „Beatus athleta Christoforus“ zu fünf Stimmen in Liber duodecimus […], Antwerpen 1557
  - „Christe salus hominum“ zu fünf Stimmen in Novi atque catholici […] liber secundus, Venedig 1568
  - „Domine ne memineris iniquitatum“ zu fünf Stimmen in Thesaurus musici […], Nürnberg 1564
  - „Educ me o Domine“ zu fünf Stimmen in Novi atque catholici […] liber secundus, Venedig 1568
  - „Ego sum panis vitae“ zu fünf Stimmen in Sacrorum cantionum […] liber secundus, Antwerpen 1556
  - „Excita potentiam tuam“ zu fünf Stimmen in Novi thesauri musici liber primus, Venedig 1568
  - „Inter natos mulierum“ zu fünf Stimmen in Novi atque catholici […] liber tertius, Venedig 1568
  - „Repleti sunt omnes“ zu fünf Stimmen in Novi thesauri musici liber primus, Venedig 1568
  - „Suscipiens Jesum in ulnas suas“ zu fünf Stimmen in Liber septimus […], Antwerpen 1553
  - „Valde honorandus est beatus Joannes“ zu fünf Stimmen in Novi atque catholici […] liber tertius, Venedig 1568
  - „Deus adjutor meus“ zu vier Stimmen in Novi atque catholici […] liber secundus, Venedig 1568
  - „Dominus Deus vester“ zu vier Stimmen in Tertia pars magni operis musici, Nürnberg 1559
  - „In nomine Ihesu“ zu vier Stimmen in Sacrorum cantionum […] liber primus, Antwerpen 1556
  - „Ingenuit Susanna“ zu vier Stimmen
  - „Junior fui etenim senui“ zu vier Stimmen in Novi atque catholici […] liber secundus, Venedig 1568
  - „Laudate Dominum omnes gentes“ zu vier Stimmen in Novi atque catholici […] liber secundus, Venedig 1568
  - „Pater peccavi in caelum“ zu vier Stimmen in Novi thesauri musici liber primus, Venedig 1568
  - „Qui moritur Christo“ zu vier Stimmen in Novi atque catholici […] liber secundus, Venedig 1568
  - „Qui ex nihilo creasti nos“ zu vier Stimmen, nur Bassus erhalten
  - „Sic Deus dilexit mundum“ zu vier Stimmen in Novi atque catholici […] liber secundus, Venedig 1568
  - „Ubi est Abel frater tuus“ zu vier Stimmen in Liber tertius sacrarum cantionum […], Düsseldorf 1556
- Verschollene Motette
  - „Dum aurora finem daret“, Stimmenzahl unbekannt
- Motetten zweifelhafter Zuschreibung, alle  zu fünf Stimmen
  - „Benedic Domine domum istam“ (Iohannes / Christianus) in Liber quintus […], Antwerpen 1553
  - „Congratulamini mihi omnes“, auch Crécquillon zugeschrieben, in Liber tertius cantionum sacrarum […], Löwen 1554
  - „Dum transisset sabbatum“ („Seb. Hollant“) in Liber primus cantionum sacrarum […], Löwen 1554
  - „Nigra sum sed formosa“, auch Crécquillon zugeschrieben, in Primus liber septem decim continet […], Paris 1551
  - „O Domine Deus aeterna“, Stimmenzahl unbekannt, unvollständig
  - „Si ignoras te“ (Ioannes / Chr. Hollander) in Liber sextus ecclesiasticarum, Antwerpen 1553
- Nur als Tabulaturen erhaltene Motetten
  - „In tua perpetuas“ zu sechs Stimmen
  - „Quia vidisti me Thoma“ zu fünf Stimmen
- Lateinisches Lied
  - „Rusticus amabilem obsecrabat virginem“ zu vier Stimmen in [68 deutsche, französische und lateinische mehrstimmige Vokalsätze], Nürnberg ca. 1550
- Tricina (dreistimmige Instrumentalsätze)
  - „Triciniorum, quae cum  vivae voci, tum omnis generis instrumentis musicis commodissime applicari possunt, fasciculus“, München 1573
- Chansons
  - „Celle qui m’a tant“ zu sechs Stimmen, in Second livre des chansons […], Löwen 1553
  - „Forte fortune fors ung“ zu sechs Stimmen in Premier livre des chansons […], Löwen 1553
  - „Quant je voi son cueur“ zu sechs Stimmen
  - „Contente-toy de la fortune“ zu fünf Stimmen in Second livre des chansons […], Löwen 1553
  - „Je l’ay aymé“ zu fünf Stimmen in Premier livre des chansons […], Löwen 1553
  - „Plaisir nay plus“ zu vier Stimmen in L’unziesme livre contenant vingt […], Antwerpen 1549
- Lieder
  - „Newe teutsche, geistliche und weltliche Liedlein, mit viern, fünff, sechs, siben und acht stimmen […]“, München 1570, Nachdruck „Neue auserlesene teutsche Lieder mit vier, fünff und mehr stimmen“, Nürnberg 1574 und 1575